# Myrmecophila tibicinis
Myrmecophila tibicinis é uma orquídea do gênero Myrmecophila. Um nome comum para a espécie é Schomburgkia do trompetista. Foi descrito pela primeira vez por Bateman em 1838 como Epidendrum tibicinis e atribuído ao gênero Myrmecophila por Rolfe em 1917. 
Sendo epífita de tamanho gigante, de temperaturas elevadas (morno para quente) às vezes litófito, de pseudobulbos grandes (18 ou 45 cm) e na natureza, há sempre formigas vivendo no pseudobulbo (mirmecofilia) de onde foi derivado o nome do gênero Myrmecophila.
As formigas associadas com Myrmecophila tibicinis acumulam em seus pseudobulbos detritos que incluem outras formigas mortas, uma variedade de insetos, pedaços de material vegetal, sementes e areia. Myrmecophila tibicinis utiliza diretamente minerais dos detritos orgânicos ("depósitos de lixo") depositados pelas formigas dentro dos pseudobulbos ocos. Uma vez que as árvores de copa aberta dos trópicos muitas vezes podem ser habitats pobres em nutrientes, uma pequena entrada de nutrientes de insetos pode ter um efeito significativo nas taxas de sobrevivência e crescimento das plantas. Myrmecophila tibicinis pode crescer muito bem na ausência de formigas, embora seja muito raro encontrar uma planta desabitada. As espécies de formigas responsáveis pela formação de colônias em Myrmecophila tibicinis são as seguintes:Brachymyrmex, Camponotus planatus, Camponotus abdominalis, Camponotus rectangularis, e Crematogaster brevispinosa, Monomorium ebenium, Paratrechina longicornis, Zacryptocerus maculatus, e Ectatomma tuberculatum.
Pode ser confundido com Myrmecophila brysiana, mas difere em ter uma flor magenta maior e uma coluna maior, enquanto a Myrmecophila brysiana tem flores menores que são amarelas.

## Habitat
Encontrado no México, Guatemala, Belize, Honduras, Costa Rica, Venezuela e Colômbia em florestas decíduas sazonais e secas em troncos e galhos maiores, geralmente em pleno sol em altitudes de 300 a 600 metros, tem enormes pseudobolbos cônicos a cilíndricos, de 45 cm, sulcados, côncavos, ocos e com entrada na base, onde, há sempre formigas vivendo nelas. Suas folhas apicais, elípticas e ovais que florescem na primavera.

## Cultivo
Podem ser cultivadas com rega durante todo o ano, embora seja melhor reduzir durante o inverno. Estas plantas devem ser montadas em uma  placa ou estrutura de madeira de grande porte, pois não gostam de ser perturbadas e não demoram muito para entouceirar.
Durante a floração sua haste pode ter 450 cm de comprimento de forma ereta com sucessivas flores perfumadas e aglomeradas em seu ápice, portanto, devem ser colocada em lugares onde suas hastes possam crescer livremente.